# Giochi d'amore
Haru wo daiteita (春を抱いていた?) è un manga di genere yaoi ideato da Yūka Nitta e pubblicato a partire dal 1999 (terminato nel 2009 con il 14° volume), che racconta la storia di due attori porno che s'innamorano reciprocamente. Ne è stato anche tratto un CD drama e un OAV in due episodi uscito nel 2005. Di quest'ultimo esiste una versione italiana con il titolo Giochi d'amore, distribuita da Yamato Video. Dalla serie è stato tratto anche un altro OAV nel 2007, dal titolo Cicala d'inverno.

## Trama
Kyōsuke e Yōji, due star del cinema porno, stanno valutando l'ipotesi d'un loro prossimo ritiro dall'ambiente della pornografia commerciale. Tuttavia, dopo esser stati chiamati a partecipare ad un provino per un nuovo film erotico, si rendono conto che questa potrebbe essere davvero la loro ultima occasione per giungere al successo anche al di fuori del puro e semplice porno.
Il regista chiede ad entrambi di fare l'amore tra loro; lui rimarrà ad osservare per determinare chi dei due (a seconda della prestazione offerta) debba aver il ruolo di protagonista. Ma la passione che sboccia tra Kyōsuke e Yōji cambierà notevolmente i loro propositi di vita e darà una svolta decisiva alle loro carriere.

## Personaggi
Kyōsuke Iwaki
Riservato e schivo, ha messo sempre il suo lavoro davanti alla realizzazione personale. Ha un rapporto piuttosto teso con la sua famiglia di stampo conservatore, a causa della sua scelta di far carriera nel mondo del cinema pornografico. Combatterà per salvaguardare il suo rapporto con Yōji.
Yōji Katō
Giovane biondo, affascinante e di carattere estroverso, attraverso la sua carriera ha fatto coming out con tutti i familiari. La sua determinazione nel non voler nascondere nulla di ciò che lo riguarda lo ha fatto vivere finora senza tante problematiche interiori; in più ha fatto fortuna. La sua ricerca del vero grande amore avrà termine quando incontrerà Kyōsuke. La sua famiglia è di vedute molto ampie e la comprensione dei suoi genitori arriva al punto d'accettare le sue scelte di vita e la successiva relazione omosessuale con Kyōsuke.
Nagisa Sawa
Autore del romanzo "Haru o daiteita", era un poliziotto e proveniva da una famiglia rigida e reazionaria: ora vive da travestito.
Yukihito Sawa
Cugino più giovane ed amante di Nagisa. Ha assistito alla morte della madre per mano del padre quando aveva 13 anni e a seguito di ciò cadde in un profondo stato di prostrazione post-traumatica che l'aveva reso per molto tempo muto. Solamente il costante e caldo affetto di Nagisa è riuscito a guarirlo, ma è rimasto ancora molto timido ed impaurito.
Kazunari Urushizaki
Ossessionato da Yōji lo segue e perseguita ovunque vada, come un perfetto stalker. Ha una forte somiglianza con Kyosuke, ne sembra anzi quasi l'immagine post-adolescenziale; diventa reporter per poter così seguir meglio tutti gli spostamenti di Yōji
Katsuya Kikuchi
Un attore che tempo addietro aveva dovuto attraversare uno scandalo per un suo rapporto ufficiale con un altro uomo (relazione molto simile a quella che intercorre ora tra Kyōsuke e Yōji). Si dimostra invidioso dell'accoglienza positiva da parte del pubblico nei confronti dei due colleghi.

## Doppiaggio
| Personaggio         | Doppiatore originale | Doppiatore italiano       |
| ------------------- | -------------------- | ------------------------- |
| Kyōsuke Iwaki       | Toshiyuki Morikawa   | Lorenzo Scattorin         |
| Yōji Katō           | Shin'ichirō Miki     | Federico Zanandrea        |
| Nagisa Sawa         | Kazuhiko Inoue       | Nicola Bartolini Carrassi |
| Kazunari Urushizaki | Kentarō Itō          | Nicola Bartolini Carrassi |
| Yukihito Sawa       | Chihiro Suzuki       | Paolo De Santis           |
| Staff B             | Chihiro Suzuki       |                           |
| Katsuya Kikuchi     | Ken Narita           | Claudio Moneta            |
| Reporter Femmina A  | Haruhi Terada        |                           |
| Reporter B          | Tomokazu Sugita      |                           |